# Будва на пјену од мора
Будва на пјену од мора је црногорскa телевизијска серија снимана од 2011. до 2014.
У Србији jе серија емитована на Првој српској телевизији. У Црној Гори је премијерно приказивана на првом програму Радио-телевизије Црне Горе, у Републици Српској на Радио-телевизији Републике Српске, у Федерацији БиХ на Федералној телевизији, а у Хрватској на РТЛ телевизији.

## Радња

### Прва сезона
У овој серији се осликава сукоб система вредности различитих склопова двеју црногорских породица, једне конзервативне и друге либералне. Главни лик ове серије је Саво Бачић. Овај контроверзни бизнисмен купује у Будви све што му се допада, инвестира у вишеспратнице. Други главни лик ове серије је Јово Радмиловић пензионисани полицајац, хонорарно запослен у хотелу „Сплендид“, удовац, приморац навикао да живи успореним животом, не сналази се у транзиционом добу. Заплет настаје кад се роди љубав између Савове кћерке Бојане и Јововог сина Луке.

### Друга сезона
Контроверзни бизнисмен Саво Бачић није тако јак као што изгледа. Отмица, нерешен однос са женом и љубавницом, немогућност да утиче на емотивни живот ћерке, те најава лоших пословних времена, доводе Саву до прединфарктног стања.

### Трећа сезона
Јово покушава да помогне Олги и ослободи је оптужби за корупцију. Лука и Бојана су у затегнутим односима после догађаја од прошлог лета. Саво се труди да нађе инвеститоре за своје велике и амбициозне пословне пројекте. Један велики и леп догађај означиће да за све њих почиње нов и другачији живот. Бојана сазнаје да је трудна и то доприноси помирењу са Луком, те доводи до одлуке да се венчају. Ипак, ово неће проћи без трзавица између породица Бачић и Радмиловић. Дјед Јоко Радмиловић и Бојанина мајка Нађа, која због ћерке долази из иностранства, имају сасвим различите идеја како треба да изгледа њихова свадба. Нове сукобе између Бачића и Радмиловића прекидају Лука и Бојана, венчавајући се у тајности. Њихови кумови биће Зоро и Миљана, још увек у свађи због Зорове летошње авантуре, те Алек и Сенкa. Алек у међувремену покушава да се извуче из шверца, који је лакомислено започео са моћним будванским нарко‐босом Петром Сердаром, те да са Сенкoм започне нови живот.

## Емитовање
| Држава              | Телевизија                                             | Премијера                             | Крај              |
| ------------------- | ------------------------------------------------------ | ------------------------------------- | ----------------- |
| Црна Гора           | Радио Телевизија Црне Горе                             | 31. децембар 2011.                    | -                 |
| Србија              | Прва српска телевизија                                 | 8. јануар 2012.                       | 22. фебруар 2015. |
| Босна и Херцеговина | Радио-телевизија Републике Српске Федерална телевизија | 18. фебруар 2012. 29. септембар 2012. | -                 |
| Хрватска            | РТЛ телевизија                                         | 20. април 2012.                       | -                 |
| Македонија          | Сител телевизија                                       | 11. мај 2013.                         | -                 |

## Улоге

### Првасезона
| Глумац:                 | Улога:                   |
| ----------------------- | ------------------------ |
| Милутин Караџић         | Саво Бачић               |
| Младен Нелевић          | Јово Радмиловић          |
| Љиљана Благојевић       | Нађа Бачић               |
| Дубравка Вукотић Дракић | Олга Радмиловић          |
| Марко Николић           | Јоко Радмиловић          |
| Сања Јовићевић          | Бојана Бачић             |
| Момчило Оташевић        | Лука Радмиловић          |
| Милена Марић            | Лина Бошковић            |
| Бранимир Поповић        | Иван Мартиновић “Мартин” |
| Андрија Милошевић       | Луњо Докмановић          |
| Андреа Мугоша           | Миљана Поповић           |
| Божо Зубер              | Зоро Чери                |
| Сташа Радуловић         | Наташа Владимирова       |
| Милош Пејовић           | Алек                     |
| Драган Бјелогрлић       | Дибоа                    |
| Александра Јанковић     | Нина                     |
| Војислав Кривокапић     | Инспектор Мирко          |
| Бранка Кнежевић         | Борка Жижић              |
| Никола Шоћ              | Боћо                     |
| Јован Кривокапић        | Пеђа                     |
| Данило Челебић          | Митар                    |
| Петар Стругар           | Мировић                  |
| Саша Јоксимовић         | Саша                     |
| Никола Перишић          | Били                     |
| Душан Ковачевић         | Френки                   |
| Данило Бабовић          | Мишкец                   |
| Александар Радовић      | Микаш                    |
| Петар Борета            | Серјожа                  |
| Барбара Петровић        | рецепционерка Људмила    |
| Емир Ћатовић            | рецепционер Галовић      |

### Друга сезона
| Глумац:                 | Улога:                    |
| ----------------------- | ------------------------- |
| Милутин Караџић         | Саво Бачић                |
| Младен Нелевић          | Јово Радмиловић           |
| Љиљана Благојевић       | Нађа Бачић                |
| Дубравка Вукотић Дракић | Олга Радмиловић           |
| Марко Николић           | Јоко Радмиловић           |
| Сања Јовићевић          | Бојана Бачић              |
| Момчило Оташевић        | Лука Радмиловић           |
| Милена Марић            | Лина Бошковић             |
| Бранимир Поповић        | Иван Мартиновић “Мартин”  |
| Милош Пејовић           | Алек                      |
| Сташа Радуловић         | Наташа Владимирова        |
| Андреа Мугоша           | Миљана Поповић            |
| Божо Зубер              | Зоро Чери                 |
| Андрија Милошевић       | Луњо Докмановић           |
| Бојана Маљевић          | Катарина Љубибратић       |
| Енвер Петровци          | Добросав Перовић "Бонини" |
| Александра Јанковић     | Нина                      |
| Јелена Минић            | Јована Самарџић           |
| Миливоје Обрадовић      | Борис                     |
| Милорад Мандић          | Професор Миле             |
| Нина Јанковић           | Тијана                    |
| Данина Јефтић           | Хана                      |
| Марија Каран            | Анђелика Лушевска         |
| Мирко Влаховић          | Боро Ковачевић            |
| Ана Вујошевић           | Тања                      |
| Војо Кривокапић         | Инспектор Мирко           |
| Бранка Кнежевић         | Борка Жижић               |
| Милица Милша            | Слађана                   |
| Јован Кривокапић        | Пеђа                      |
| Никола Шоћ              | Боћо                      |
| Лепомир Ивковић         | Адвокат Симеон Таталовић  |

### Трећа сезона
| Глумац:                   | Улога:                            |
| ------------------------- | --------------------------------- |
| Милутин Караџић           | Саво Бачић                        |
| Младен Нелевић            | Јово Радмиловић                   |
| Леона Парамински          | Мила Ковач                        |
| Дубравка Вукотић Дракић   | Олга Радмиловић                   |
| Марко Николић             | Јоко Радмиловић                   |
| Сања Јовићевић            | Бојана Бачић                      |
| Момчило Оташевић          | Лука Радмиловић                   |
| Милош Пејовић             | Алек                              |
| Марија Бергам             | Сенка                             |
| Андреа Мугоша             | Миљана Поповић                    |
| Божо Зубер                | Зоро                              |
| Дејан Иванић              | Петар Сердар                      |
| Бранко Илић               | Полицајац Никита                  |
| Франо Ласић               | Гроф Алдо Грациано                |
| Марина Тадић              | Ники де Наполи Николина Ковачевић |
| Мирко Влаховић            | Боро Ковачевић                    |
| Мирна Медаковић           | Ена Ђуровић                       |
| Љубомир Бандовић          | Бранимир Ђуровић                  |
| Катарина Марковић         | Анита “Анчи” Никезић              |
| Ивана Мрваљевић           | Тужитељка Кристина                |
| Виктор Савић              | Василије                          |
| Мило Лекић                | Жанко Ковач                       |
| Иво Грегуревић            | Душко Ковач                       |
| Јелена Минић              | Јована Самарџић                   |
| Нела Михаиловић           | Луција                            |
| Јелена Симић              | Новинарка Валентина               |
| Смиљана Мартиновић        | Собарица Стана                    |
| Љиљана Благојевић         | Нађа Бачић                        |
| Зоран Вујовић             | Тони                              |
| Јелена Кикић              | Дијана                            |
| Данило Челебић            | Митар                             |
| Славко Калезић            | Роман Милојевић                   |
| Андрија Милошевић         | Луњо Докмановић                   |
| Сташа Радуловић           | Наташа Владимирова                |
| Дејан Луткић              | Алексеј Лебедев                   |
| Игор Лазић Нигор          | таксиста Илија                    |
| Ивона Човић               | апотекарка Зорка                  |
| Милорад Мандић            | Професор Миле                     |
| Нина Јанковић             | Тијана                            |
| Јован Кривокапић          | Пеђа                              |
| Тара Тошевски (Тошевки)   | Светлана Делибашић                |
| Драгиша Симовић           | Пешо                              |
| Жаклина Оштир             | Душанка                           |
| Никола Шоћ                | Боћо                              |
| Теодора Миљковић          | Габријела Грациано                |
| Маја Кљун                 | Селена                            |
| Драган Рачић              | Павле Ђурашковић                  |
| Миливоје "Мишо" Обрадовић | Борис                             |
| Војо Кривокапић           | Инспектор Мирко                   |
| Бранка Кнежевић           | Борка Жижић                       |
| Ратка Мугоша              | Живана                            |
| Марта Пићурић             | Тихана                            |
| Маја Стојановић           | Здравка                           |
| Јован Дабовић             | Бориша                            |
| Петар Борета              | Серјожа Лебедев                   |
| Кристина Стевовић         | Жана                              |
| Ирена Зец                 | Сердарова ћерка                   |
| Саша Јоксимовић           | Саша                              |
| Тијана Бјелица            | асистенткиња тужитељке            |
| Давор Драгојевић          | морнар Ђука                       |
| Атиф Хасанагић            | Инспектор Перони                  |
| Андријана Симовић         | Докторка Смиљанић                 |
| Петар Бурић               | Бошко                             |
| Нада Вукчевић             | Тереза                            |
| Нина Жижић                | Изабела                           |
| Марта Ћеранић             | Викторија                         |
| Момчило Пићурић           | Доктор Буха                       |
| Никола Ђуровић            | директор апартмана                |
| Петар Новаковић           | гитариста на плажи                |
| Дејан Ђоновић             | шеф коцкарнице Бато Ђекић         |
| Оливера "Оља" Вуковић     |                                   |
| Гордана Мићуновић         |                                   |
| Ружа Дабовић              |                                   |